# بريمال شاه
بريمال شاه Premal Shah (من مواليد عام 1975 ) هو رجل أعمال هندي أمريكي شارك في تأسيس منظمة كيفا، وهي منظمة عالمية غير ربحية تعمل على تخفيف حدة الفقر وقد جمعت أكثر من 2 مليار دولار أمريكي لرواد الأعمال ذوي الدخل المنخفض في ثمانين دولة.

## النشاة
وُلِد شاه في أحمد آباد في الهند، ونشأ في مينيسوتا، وتخرج من مدرسة إيرونديل الثانوية. التحق بجامعة ستانفورد، حيث تابع اهتمامه بالتنمية الاقتصادية، مع التركيز بشكل خاص على التمويل الأصغر. وفي كلية لندن للاقتصاد حصل على منحة بحثية لدراسة عمل التمويل الأصغر لجمعية النساء العاملات لحسابهن الخاص.

## الحياة المهنية
كان شاه أحد الموظفين الأوائل ومدير المنتج الرئيسي في باي بال. وبناء على اهتمامه الجامعي بالتمويل الأصغر، أخذ شاه إجازة من باي بالعام 2004 لإنشاء نموذج أولي لمفهوم الإقراض الأصغر من شخص إلى شخص في الهند. حيث اسس مؤسسة كيفا للتمويل المصغر مع جيسيكا جاكلي
عند عودته إلى وادي السيليكون عام 2005، انضم شاه إلى مات فلانري وجيسيكا جاكلي في إطلاق كيفا وتوسيع نطاقها إلى منظمة عالمية. تمكنت كيفا منذ ذلك الحين من جمع أكثر من ملياري دولار في شكل قروض من أكثر من مليوني مقرض لدعم أكثر من خمسة ملايين رائد أعمال من 62 دولة، مع معدل سداد بلغ 96%. 81% من القروض تُصرف للنساء، و67% من المستفيدين من القروض يعيشون في المجتمعات الريفية.
بالإضافة إلى عمله كرئيس لمنظمة كيفا، يشغل شاه عضوية مجالس إدارة منظمات غير ربحية أخرى، بما في ذلك مركز التكنولوجيا الإنسانية، ومؤسسة Change.org، و واتسي اورغ، و VolunteerMatch. يُعتبر جزء من باي بال مافيا، وهي مجموعة من مؤسسي وموظفي باي بال الذين أسسوا أو شاركوا في تأسيس شركات ناجحة أخرى، بما في ذلك يوتيوب ولينكد إن وتسلا موتورز ويلب.
يُعد بريمال حاليًا أحد المؤسسين المشاركين في renewables.org - وهي منصة استثمارية للطاقة المتجددة في الأسواق الناشئة.

## الجوائز والأوسمة
- قائمة مجلة فورتشن لـ 40 شخص تحت سن الأربعين.[17]
- أوباما هو بطل التغيير في البيت الأبيض[18]
- مرشح لجائزة صاحب الرؤية لهذا العام، صحيفة سان فرانسيسكو كرونيكل[1]
- المنتدى الاقتصادي العالمي - اختيار القادة العالميين الشباب[19]
- حامل الشعلة الأولمبية لدورة الألعاب الصيفية 2008[20]
- جائزة سكول لريادة الأعمال الاجتماعية[21]
- غولدمان ساكس 100 من رواد الأعمال الأكثر إثارة للاهتمام[22]
- عام 2024 أصبح أحد الحائزين على جائزة المهاجرين العظماء [الإنجليزية] ؛ وقد قدمت الجائزة من قبل مؤسسة كارنيجي في نيويورك.[23]

## الحياة الشخصية
يعيش بريمال في سان فرانسيسكو، كاليفورنيا، مع زوجته وطفليه. ويتحدث على نطاق واسع عن إمكانات الأسواق والتكنولوجيا والإيثار في معالجة بعض أصعب التحديات التي تواجه المجتمع.